# Bill Collins (hockeista su ghiaccio)
William Earl Collins, detto Bill (Ottawa, 13 luglio 1943), è un ex hockeista su ghiaccio canadese che nel corso della carriera ha giocato nella National Hockey League.

## Carriera
Collins iniziò a giocare ad hockey militando per tre stagioni nella Ontario Hockey Association fino al 1963, anno in cui fece il proprio esordio fra i professionisti all'interno dell'organizzazione dei Toronto Maple Leafs. Disputò la sua prima stagione intera nella Western Hockey League  con i Denver Invaders fino al febbraio del 1964, quando fu ceduto ai New York Rangers.
Nelle stagioni successive non riuscì mai a giocare con la prima squadra ma fu impiegato nelle leghe minori da diversi farm team dei Rangers come i Baltimore Clippers in American Hockey League e i St. Paul Rangers della Central Hockey League, formazione con cui vinse nel 1965 l'Adams Cup.
Nell'estate del 1967 in occasione dell'NHL Expansion Draft Collins venne selezionato dai Minnesota North Stars, una delle sei nuove franchigie iscritte alla NHL al termine dell'era delle Original Six. Per la prima vola ebbe l'opportunità di giocare in National Hockey League e vi rimase per tre stagioni giocando sempre da titolare oltre 230 partite; durante la stagione 1969-70 arrivò a segnare 29 reti in una singola stagione in NHL.
Nel 1970 si trasferì ai Montreal Canadiens, tuttavia già nel gennaio del 1971 fu costretto a cambiare nuovamente squadra dopo uno scambio di giocatori effettuato con i Detroit Red Wings. A Detroit Collins continuò a mantenere un posto da titolare e nella stagione 1972-73 stabilì il primato personale in NHL con 42 punti in 78 apparizioni.
Nelle stagioni successive Collins cambiò squadra diverse volte restando sempre nella NHL; vestì le maglie dei St. Louis Blues, dei New York Rangers, dei Philadelphia Flyers e infine quella dei Washington Capitals, ultima squadra con cui giocò prima del ritiro giunto nel 1978.

## Palmarès

### Club
- Adams Cup: 1

St. Paul: 1964-1965